# Xinjie, Anhui
Xinjie (kinesiska: 新街) är en köping i östra Kina. Den ligger i Tianchang i staden Chuzhou i provinsen Anhui, omkring 170 kilometer nordost om provinshuvudstaden Hefei. Antalet invånare är 19 808. Befolkningen består av 10 067 kvinnor och 9 741 män. Barn under 15 år utgör 16,0 %, vuxna 15-64 år 71 %, och äldre över 65 år 11,0 %.